# Jobabo (Cuba)
Jobabo é uma cidade do centro-leste de Cuba pertencente à província de Las Tunas.